# Aurelia Spinola
Pour les articles homonymes, voir Spinola.
Aurelia Spinola est une noble génoise du XVIIe siècle, princesse de Monaco par son mariage avec le prince Hercule, marquis de Beaux, auquel elle survit après sa mort accidentelle dans l'usage d'une arme à feu. Leur fils aîné, Louis Ier de Monaco, devient prince de Monaco à la mort de son grand-père.

## Biographie
Aurelia Spinola est née en 1620 à Gênes, fille de Luca Spinola, fils de Gaspare qui était le fils de Gioffredo, prince de Molfetta, et de Pellina Spinola qui était la fille de Giovanni Battista Spinola, 1er duc de San Pietro, et de Maria Spinola, fille de Filippo qui était le fils d'Ambrogio, sœur du grand commandant. Luca Spinola, son père, était un personnage influent qui possédait de nombreux palais, dont le palais aujourd'hui connu sous le nom de Spinola Pessagno, situé sur la colline de Santa Caterina. Elle était l'héritière d'une partie du grand héritage de son oncle paternel Gio Stefano Doria et frère de Brigida Spinola, peinte par Rubens en 1606.
Pellina, sa mère, était une femme au fort caractère considérée comme celle qui dirigeait la Maison Spinola. Aurelia a grandi dans une riche atmosphère aristocratique, ouverte sur l'Europe et très cosmopolite, une vie faite de salons, de réceptions, de banquets et de réunions. Grâce à ses parents, elle connaît la vie mondaine et reçoit une éducation raffinée. Elle savait lire, écrire et compter et grâce à sa mère elle maîtrisait aussi le chant, la musique, la danse et la broderie. Ce n'est que plus tard qu'elle aborde la religion et la prière qui lui servent toujours de réconfort dans les moments dramatiques de son existence. Elle avait une dévotion particulière pour le crucifix et même si elle se sentait attirer par la vocation religieuse, elle savait qu'elle était destinée à se marier. À l'occasion d'un voyage de ses parents à Naples pour la gestion de leur domaine de Molfetta, Aurelia passe ainsi du temps au couvent de San Silvestro à Pise où vivait une tante maternelle, sœur Maria Serafina.

### Mariage
Quand Hercule Grimaldi, marquis des Baux, fils du prince Honoré II de Monaco et d'Ippolita Trivulzio, demande sa main, Luca et Pellina acceptent volontiers, préférant un bon mariage à une vie au couvent pour leur fille. En 1640, Honoré fait secrètement appel au cardinal de Richelieu pour faire supprimer la garnison espagnole basée à Monaco depuis le traité de Tordesillas en 1524, tout en faisant pencher la balance des alliances de la Principauté vers la France. Tandis que pour certains, ce mariage d'amour avec une famille pro-espagnoles met à mal le rapprochement avec les Français, pour d'autres, le but du mariage avec un aristocrate génois appartenant à une famille ouvertement philosophique était, pour Honoré, de tromper les Espagnols, démontrant une alliance inébranlable. Le mariage est célébré à Monaco le 7 juillet 1641 et les célébrations durent trois jours. Le 17 novembre 1641, Honoré réussit un coup d'État en éliminant la garnison espagnole et le 24 novembre, une garnison française prend le contrôle du Rocher. La situation d’Aurelia était déjà délicate, considérée à la Cour comme une espionne et une possible traîtresse de la politique monégasque pro-française, elle s’approprie néanmoins les coutumes et les usages de sa nouvelle patrie.

### Veuvage
Le 2 août 1641, Aurelia accompagne le prince Hercule et leur fils Louis en pèlerinage à l'église des Récollets de Menton, quand soundain, lors d'un tir à blanc après le dîner, dans le jardin de plaisance de Saint-Ambroise près du couvent de Carnolès, un des gardes tue accidentellement le prince Hercule. Aurelia, contre la volonté de ses parents, décide, pour le bien de ses enfants, de rester à la Cour monégasque. Elle reçoit des lettres de condoléances et d'affection de la cour de France, notamment de la régente Anne d'Autriche, qui règne au nom de son fils le futur Louis XIV qui n'a que 13 ans. Pourtant, Aurelia se retrouve bientôt elle-même isolée et désarmée. Les relations avec son beau-père se détériorent malgré une apparente façade de courtoisie, notamment à cause des intrigues ordonnées par le favori de la cour d'Honoré II, mais aussi en raison de leur différence de fortune, le beau-père étant désormais séparé de toute prétention sur les biens immenses de la famille Spinola restée fidèle à l'Espagne.
Pour satisfaire les souhaits de sa mère qui souhaitait qu'elle se remarie, Aurelia quitte Monaco et se rend à Gênes avec certains de ses fils, Luc, Marie Pelline et Marie Jeanne. Louis, l'aîné et l'héritier du trône, séjourne chez son grand-père Honoré II. À l'occasion de l'escale des galères à Savone, Pellina organise une grande réception, annonçant officiellement son intention de se remarier avec sa fille. Entre-temps, Luc, son fils cadet, tombe malade et est amené à Gênes par son grand-père Luca Spinola. Luc meurt à Gênes à l'âge de 4 ans avant d'y être enterré. Honoré accuse sa belle-fille d'être responsable de sa mort. Des négociations sont alors entamées par Luca et Pellina Spinola avec Honoré II, afin d'envisager un nouveau mariage pour Aurelia. Elle se retrouve une fois de plus au milieu des intrigues de son beau-père, qui voulait qu'elle s'occupe de ses enfants à Monco, et de sa mère, Pellina, qui voulait qu'elle se remarie. À la fin, sa liberté fait l'objet d'un contrat, Honoré propose et obtint de payer 10 000 écus par an pour qu'Aurelia reste veuve et continue à s'occuper de ses enfants à sa cour. Les parents d’Aurelia acceptent mais elle se sent trahie. C'est néanmoins avec bienveillance qu'elle accepte de retourner à Monaco et de retrouver son fils Louis, alternant prière et divertissements culturels.
En 1656, Luca Spinola, père d'Aurelia, meurt de la peste. La même année, Honoré II ostracise Aurelia, l'éloignant de Monaco et la dépouillant de ses titres, l'accusant de « trahir » la fidélité due à la Cour de France. Aurelia part pour Paris avec l'intention de faire valoir ses droits directement en présence du Roi. À Paris, elle reste 26 mois continuant à demander justice pour la reconnaissance de ses droits de duchesse de Valentinois contre les actions d'Honoré II. En 1661, naît le premier petit-fils d'Aurelia Spinola, Antoine. Un an plus tard, Honoré II décède, ce qui permet à Aurelia de se rapprocher de son fils Louis, bien introduit à la Cour de France grâce à son mariage avec Charlotte de Gramont.

### La vie d'une héritière
En 1663, Pellina Spinola meurt à Gênes et malgré la profonde douleur, Aurelie se retrouva héritière et doit partager un immense patrimoine avec sa seule sœur Véronique. En 1664, après avoir déménagé à Gênes au palais de la Via Garibaldi, Aurelia se trouve confrontée à un autre obstacle : un litige contre sa sœur pour le partage des biens meubles et immeubles de l'héritage de ses parents. Véronique empêche physiquement  Aurelia, à son retour de Paris, d'entrer dans le Palazzo di Strada Nuova et la force à engager un procès coûteux.

### Dernières années
En 1666, Aurelia obtient enfin ses titres, ses terres, ses droits, mais en 1667 elle commence à souffrir de douleurs abdominales. En quête de secours et de soins, un long voyage commence vers la Provence, Montpellier, Marseille et Monaco, où elle est chaleureusement accueillie. Elle reste peu de temps à Aix en Provence puis revient à Gênes pour suivre ses affaires, puis retourne de nouveau à Aix. Tout en étant entourée d'amis et en poursuivant son traitement et malgré la douleur, elle continue d'assister aux messes, cérémonies, concerts de violon et d'orgue. Même dans les derniers jours de sa vie, son caractère est mis à rude épreuve et, résistant à l'insistance du cardinal Girolamo Grimaldi-Cavalleroni qui voulait la forcer à modifier son testament en faveur de son fils unique Louis, aujourd'hui chef de la famille Grimaldi de Monaco. Elle le repoussa vigoureusement.
Elle décède dans sa maison d'Aix en Provence le 29 septembre 1670. Son cœur et son cerveau sont offerts à l'église de La Celle, tandis que son corps est transporté à Gênes et inhumé dans l'église Santa Teresa, gardé par deux de ses filles. qui étaient religieuses, au couvent des Carmélites déchaussées. Elle partageait son patrimoine à parts égales entre ses enfants, qu'ils soient mariés ou qu'ils aient choisi une vie religieuse.

## Postéritéː une image contrastée

### Héroïne littéraire
En 1652, le minime franciscain Francesco Fulvio Frugoni devient conseiller d'Aurelia Spinola, après que son veuvage l'entraîne en exil hors de Monaco. Tout en voyageant avec elle à travers la France et l'Italie dans différentes courts européeenes pour l'aider à revendiquer ses droits, le religieux continue à cultiver ses intérêts littéraires et se lie d'amitié avec Emanuele Tesauro, le plus important théoricien littéraire italien de l'époque baroque. De cette aventure avec la princesse, Frugoni laisse une biographie romancée intitulée L'heroina intrepida (L'héroïne intrépide) qu'il publie en 1673 et laisse le témoignage du courage de cette princesse maltraitée dont il décrit les vertus "avec une minutie presque maniaque."
Trop souvent, les victimes de la raison d'État sont oubliées. C'est le message de Frugoni qui exagère sans doute, présentant Aurelia Spinola comme une sainte, sacrifiée sur l'autel de la raison politique mais qui réincarne parfaitement une femme tourmentée entre l'amour de Dieu et l'amour pour les hommes.

### Espionne
Dans les archives du Palais de Monaco et les histoires officielles, peu de mention sont faites d'Aurelia Spinola que la presse nationale de Monaco-Matin présente encore comme une "espionne" espagnole en 2024.
On n'a jamais su si elle avait été espionne.

### Une dévotion monégasque durable à sainte Aurélie
Des reliques de la sainte patronne de Aurelia Spinola, sainte Aurélie de Rome, étaient conservées par la famille Spinola. À l'occasion de son mariage avec Hercule Grimaldi, ces reliques sont données à Honoré II par Luca Spinola. Les reliques arrivent le 22 juillet 1641 à Monaco, et ont été authentifiées le 3 août suivant par l'évêque de Nice, Jacquemin Marenco, avec l'expertise d'un médecin. Le culte et un office public ont été approuvés l'année suivante par Rome. La fête de sainte Aurélie a été célébrée avec beaucoup de ferveur chaque premier dimanche d'août à Monaco jusqu'à la Révolution française. Elle est encore au propre liturgique de l'archidocèse de Monaco dont elle est l'une des saintes patronnes, avec Sainte Dévote et Saint Roman.

## Descendance
Hercule Grimali et Aurélia Spinola eurent ensemble 7 enfants en 10 ans : Louis, né le 25 juillet 1642 ; Hippolyte Marie, en 1644 ; Marie Jeanne en 1645 ; Dévote-Marie-Renée en 1646; Luc-François-Marie-Charles, dit « Le Petit Chevalier » en 1648 ; Marie Thérèse en 1650 ; Marie Pelline en 1651.